# Cellaria sinuosa
Cellaria sinuosa is een mosdiertjessoort uit de familie van de Cellariidae. De wetenschappelijke naam van de soort is voor het eerst geldig gepubliceerd in 1840 door Hassall.